# Idiops angusticeps
Idiops angusticeps là một loài nhện trong họ Idiopidae.
Loài này thuộc chi Idiops. Idiops angusticeps được Mary Agard Pocock miêu tả năm 1899.